# Espeletiopsis purpurascens
Espeletiopsis purpurascens là một loài thực vật có hoa trong họ Cúc. Loài này được (Cuatrec.) Cuatrec. mô tả khoa học đầu tiên năm 1976.